# Jakub Wawrzyniak (dyplomata)
Jakub Jan Wawrzyniak (ur. 1980) – polski dyplomata, konsul generalny w Kolonii (2018–2023).

## Życiorys
Jakub Wawrzyniak jest absolwentem Uniwersytetu Kolońskiego, magistrem medioznawstwa, filozofii i lingwistyki.
Od 2000 związany zawodowo z Ministerstwem Spraw Zagranicznych. W latach 2007–2015 wicekonsul ds. dyplomacji publicznej i kulturalnej w Konsulacie Generalnym RP w Kolonii. W latach 2015–2018 pełnił m.in. funkcję dyrektora Biura Rzecznika Prasowego oraz zastępcy dyrektora Departamentu Konsularnego, nadzorującego Centrum Operacyjne oraz Centrum Informacji Konsularnej. Był odpowiedzialny za sprowadzenie Polaków z Mariupola i Donbasu w listopadzie 2015, koordynację działań związanych z organizacją konsularnego wymiaru Światowych Dni Młodzieży w 2016 w Krakowie, zapewnienie pomocy konsularnej polskim kibicom udającym się na piłkarskie Mistrzostwa Świata w Rosji w 2018. 3 września 2018 objął stanowisko konsula generalnego w Kolonii. Od października 2019 pełnił także funkcję dziekana korpusu konsularnego w Nadrenii Północnej-Westfalii. Misję w Kolonii zakończył 30 sierpnia 2023. Od 6 września 2023 był dyrektorem, a od stycznia 2024 zastępcą dyrektora Departamentu Konsularnego MSZ. W sierpniu 2024 został p.o. dyrektora Centrum Zarządzania Kryzysowego MSZ. W kwietniu 2025 objął stanowisko zastępcy ambasadora w Berlinie.
Włada biegle językami: niemieckim i angielskim.

## Odznaczenia i nagrody
- 2019 – nagroda im. Andrzeja Kremera „Konsul Roku” przyznana przez Ministra Spraw Zagranicznych[10]
- 2020 – nagroda Ministra Spraw Zagranicznych „Amicus Oeconomiae(inne języki)” za szczególny wkład w promocję polskiej gospodarki i wsparcie polskich przedsiębiorców za granicą[11]
- 2021 – Odznaka Honorowa Za Zasługi dla Województwa Opolskiego[4]
- 2022 – Odznaka Honorowa za Zasługi dla Województwa Śląskiego[4]
- 2023 – Order Zasługi Nadrenii Północnej-Westfalii[12]